# 三亚亚龙湾森林公园玻璃栈道
三亚亚龙湾森林公园玻璃栈道是中国海南省三亚市的一座玻璃人行橋，位于亚龙湾景区的热带天堂森林公园，长400米，是一个旅游地标。
这是海南的第一座玻璃桥，由30毫米厚的钢化玻璃制成。这座桥能承受每平方米1000公斤的荷载。桥面距离最低点的高度是100米。